# Beortegui
Beortegui (Beortegi en euskera y cooficialmente) es una localidad española del municipio navarro de Lizoáin-Arriasgoiti.

## Historia
A mediados del siglo XIX, el lugar, que ya por entonces pertenecía al ayuntamiento de Lizoáin, tenía contabilizados 67 habitantes. La localidad aparece descrita en el cuarto volumen del Diccionario geográfico-estadístico-histórico de España y sus posesiones de Ultramar de Pascual Madoz de la siguiente manera:

BEORTEGUI: l. del valle y ayunt. de Lizoain en la prov., aud. terr. y c. g de Navarra, part. jud. de Aoiz, merind. de Sangüesa (5 leg.), dióc. de Pamplona (3), arciprestazgo de Ibargoiti. sit. en llano con libre ventilacion y clima saludable. Tiene 9 casas, y una parr. (la Asuncion de Ntra. Sra.), servida por un cura. Confina el térm. N. Janariz (1/4 leg.); E. Acotain (1/3); S. Urroz (1), y O. Lizoain (3/4). Dentro del mismo brotan distintas fuentes de buenas aguas, que despues de surtir á los hab., confluyen en el r. que baja del valle de Erro. El terreno es bastante fértil, tiene hácia el SE. un monte donde se crian hayas, robles y buenos pastos. prod.: trigo, cebada, legumbres, hortaliza y algun vino; y sostiene ganado vacuno, mular, de lana y cabrio. pobl. 9 vec., 67 alm.: riqueza y contr. con el valle.
(Madoz, 1846, p. 232)

En 2022, la entidad singular de población tenía empadronados doce habitantes.